# Аббас Доуран
Аббас Доуран (також Доран) (перс. عباس دوران;1950—1982) — іранський льотчик, герой ірано-іракської війни, полковник. З початку війни до 1982 року здійснив понад 900 бойових вильотів. 21 липня 1982 року Доран на своєму F-4 вилетів на бомбардування нафтопереробного заводу ад-Дура в південному Багдаді. Відразу після успішного бомбовання літак Дорана був збитий іракськими силами ППО. Напарник Дорана катапультувався і був узятий в полон, а сам полковник направив свій літак в центр іракської столиці і врізався в готель аль-Рашид, де через кілька днів за особистою ініціативою Саддама Хусейна повинна була пройти конференція Руху неприєднання. Таким чином, план Саддама продемонструвати світові стабільність в Іраку був зірваний. Конференція була проведена в Нью-Делі.
Через 20 років, 21 липня 2002 року Ірак повернув рештки Дорана Ірану. Перепохований на батьківщині, в Ширазі.

## Спадщина
Анімаційний фільм "Аббас. Історія життя мученика Аббаса Дорана" розповідає про дитинство, навчання і бойові операція Дорана. Фільм субтитрований українською.